# Sölvegatan

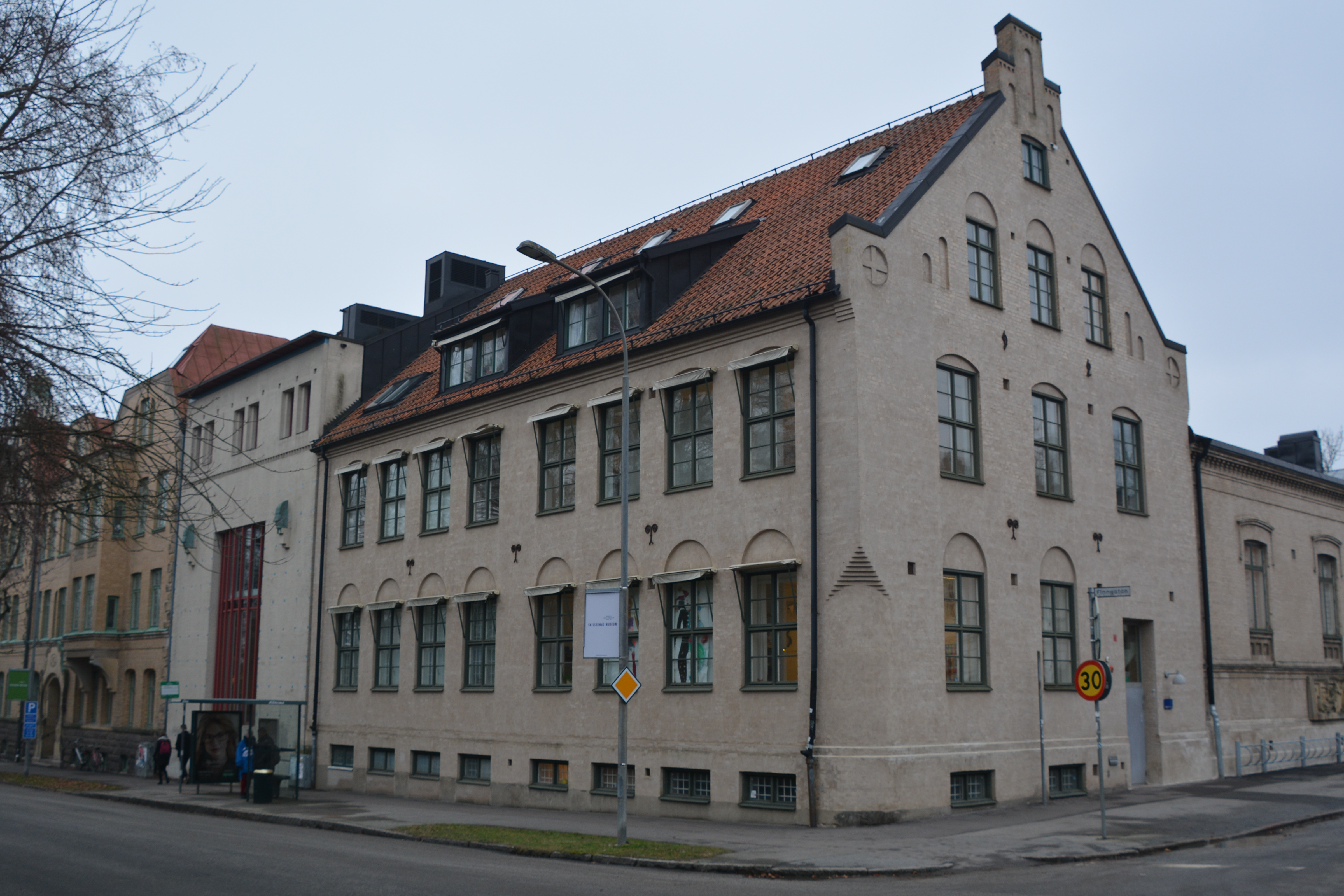
Nuvarande Skissernas museum mot Sölvegatan

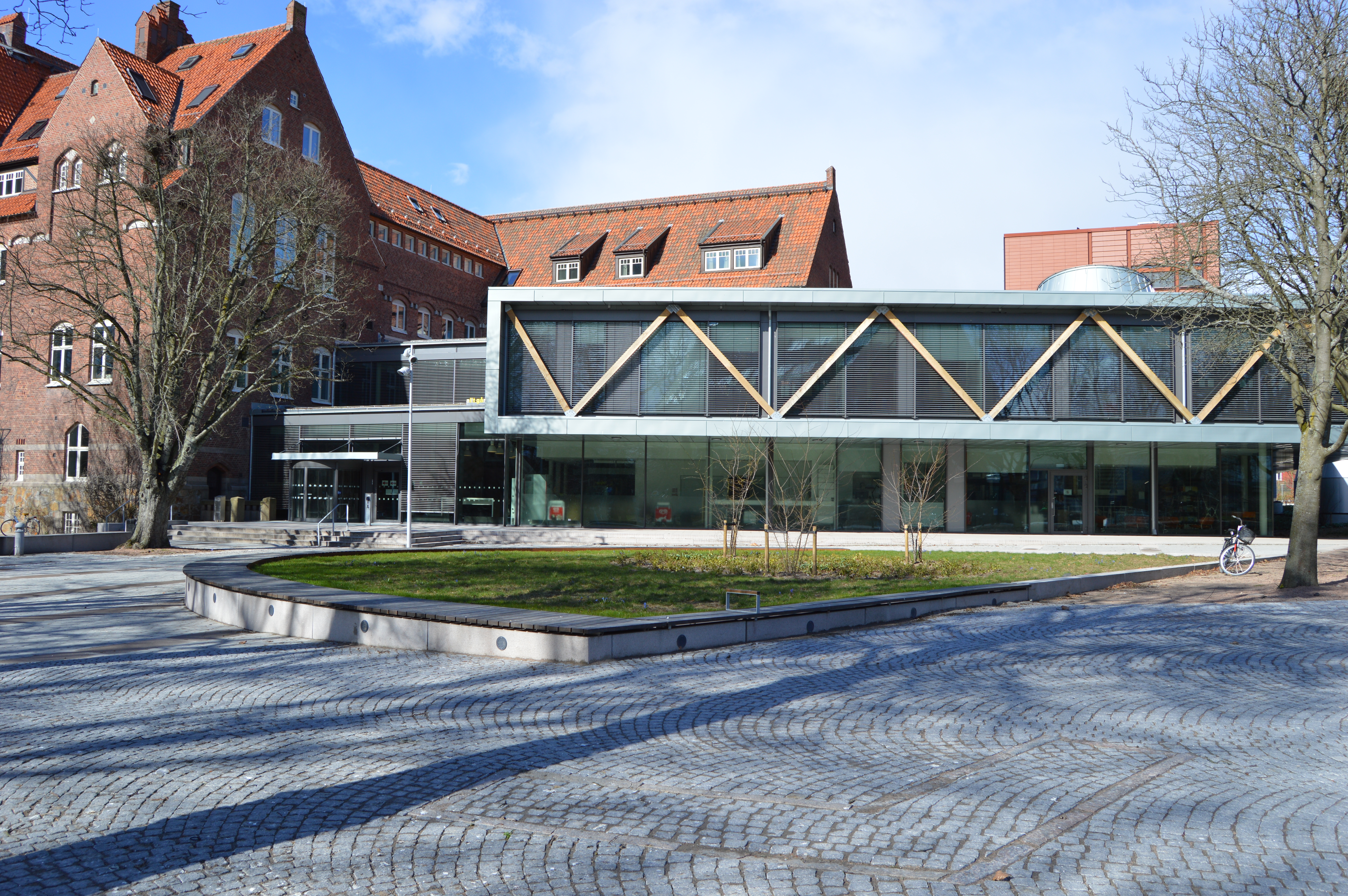
LUX

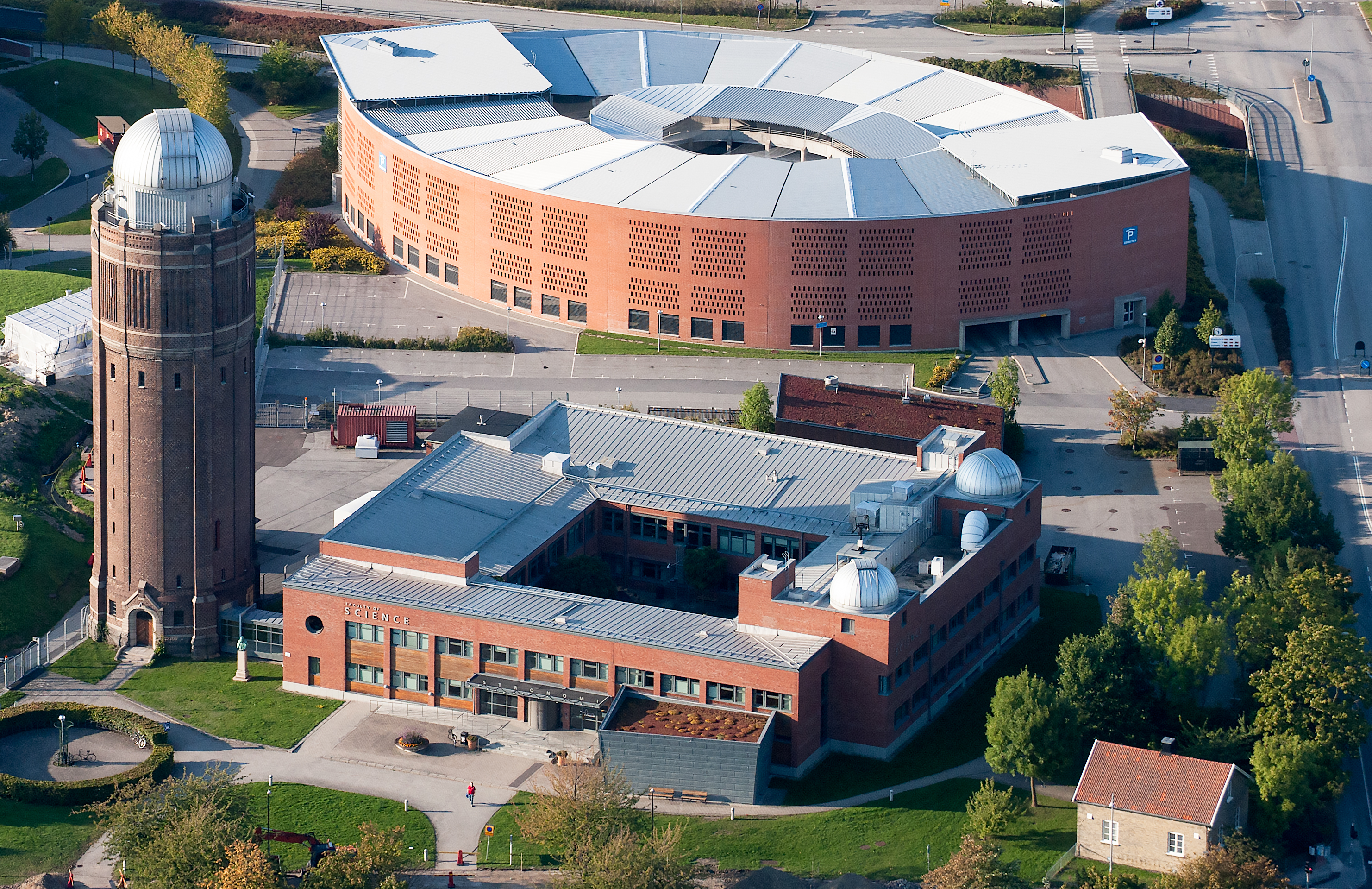
Astronomihuset

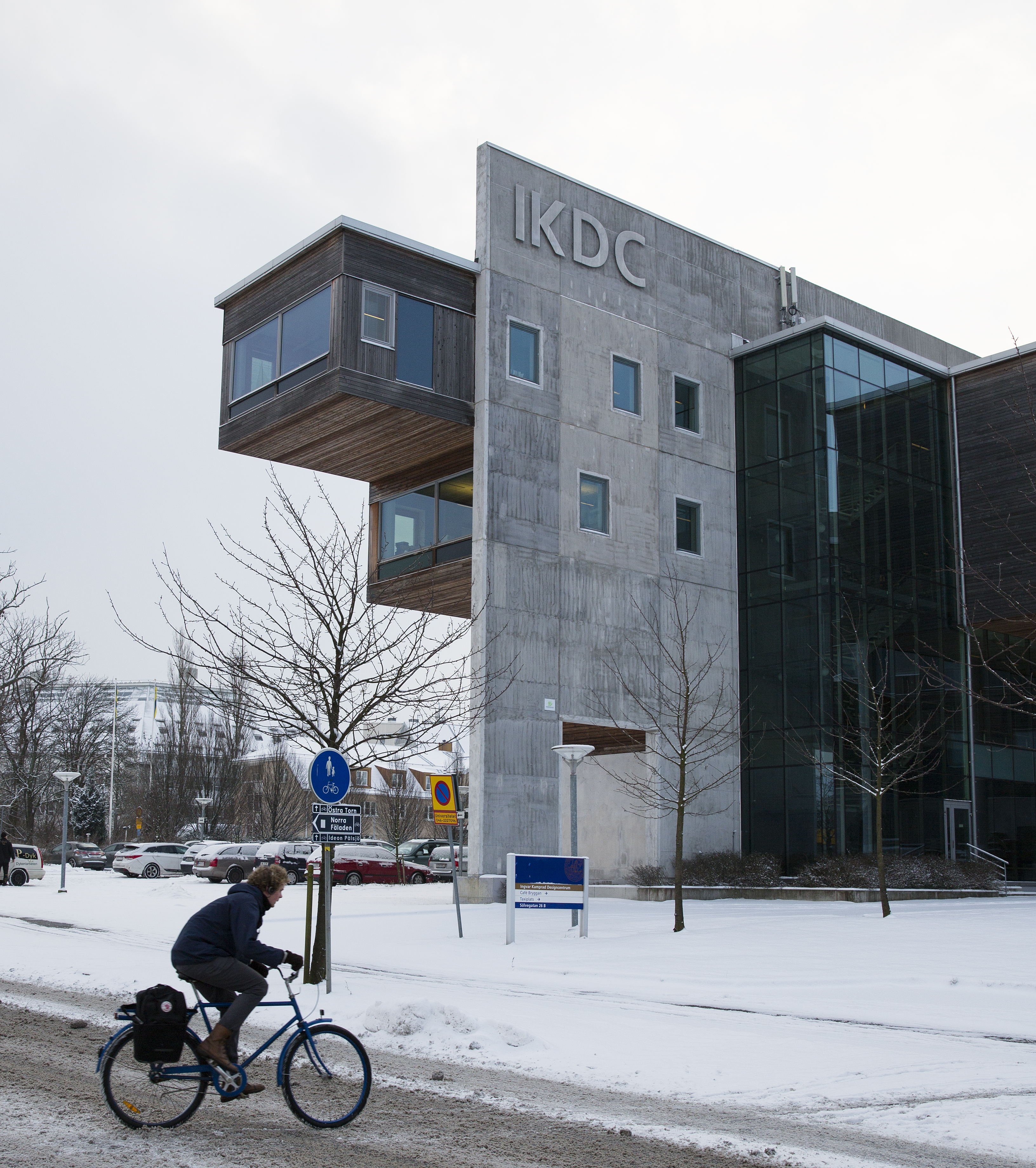
Ingvar Kamprad Designcentrum

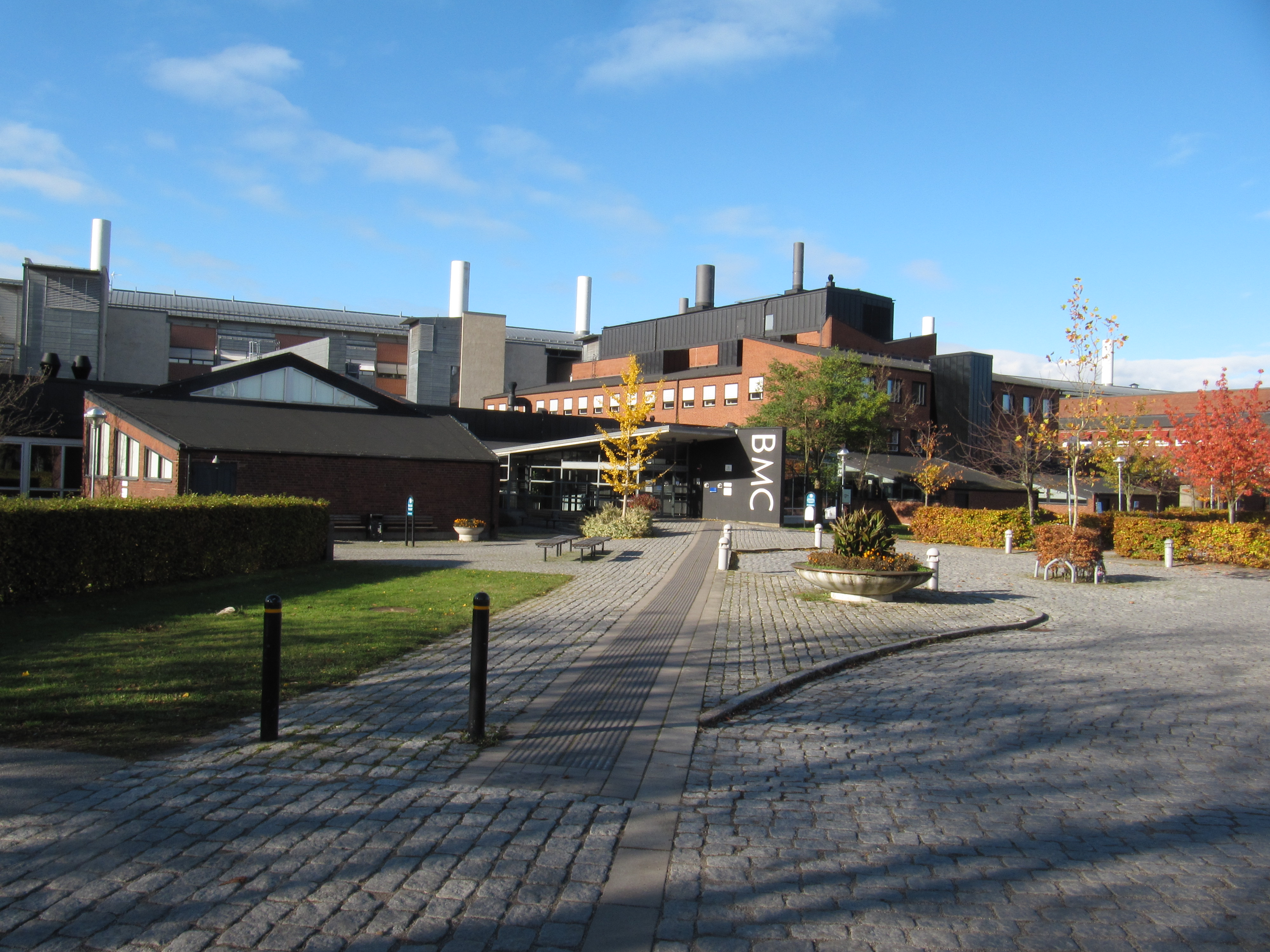
Biomedicinskt centrum

Sölvegatan är en gata i nordöstra delen av Lund.
Sölvegatan fick sitt namn 1883 i formen Sölvesgatan, men blev 1923 Sölvegatan. Sölve anknyter till Esaias Tegnérs två dikter "Jätten Finn" och "Gerda", där han låter jättens barn få namnen Gerda och Sölve.
Den nedre delen av Sölvegatan började läggas ut i stadsdelen Professorsstaden från Biskopsgatan, som är en av de gator som ersatt stadsvallen runt den medeltida stadskärnan, i slutet av 1800-talet. Gatan har förlängts ett flertal gånger, och sträckte sig som längst från Biskopsgatan i nordöstlig riktning som en huvudgata genom den del av Lund som blivit Lunds universitets campusområde fram till Solbjärsvägen öster om E22, där den övergick i Olshögsvägen förbi de nya forskningsinstitutionerna Max IV-laboratoriet och European Spallation Source i Lunds utkant mot nordöst.
År 2017 beslutade Lunds kommun att Sölvegatan skulle kortas ned och dess nordligare delar få nya namn. I samband med slutförandet av Lunds spårväg byggs ett nytt torg i höjd med Ingvar Kamprad Designcentrum kallat Ideontorget, där Sölvegatan fick en ny slutpunkt. Sträckan efter det nya torget fram till nästa rondell bytte namn till Ideongatan och den sista delen fram till Solbjersvägen blev Telefongatan.
Planeringen av en ny byggnad för fysiska institutionen, senare Antikmuseet, var upphovet till Sölvegatan och Professorsstaden. Fysikprofessorn Albert Holmgren hade hittat lämplig mark på Hyphoffslyckan, som inköptes av godsägaren Gottfrid Warholm på Tuna slott. Denne erbjöd tomtmark till universitetet. Han lät också stadsingenjören August Jakobsson upprätta ett planförslag över området och föreslog Lunds stad att lägga ut en ny stadsdel som en villastad. Warholm föreslog också gatunamnen Sölves- och Finnsgatorna med anknytning till sagan om jätten Finn.

## Byggnader utmed Sölvegatan
- Gamla Fysicum, senare Klassicum och Antikmuseet, nuvarande Pufendorfinstitutet, Sölvegatan 2/Biskopsgtan 3, byggt 1883–1886 och ritat av Henrik Sjöström[4]
- Bispen 4, Sölvegatan 3, bostadshus från 1904, troligen ritat av Oscar Hägg[5]
- Skissernas museum, Sölvegatan 3–5, tidigare Småskolelärarinneseminariet i Lund, Sölvegatan 5
- Lunds universitets gästhem, Finngatan 6/Sölvegatan 4, Hyphoff 1, ursprunglgen bostadshus från 1909 för gynekologiprofessor Elis Essen-Möller, ritat av Theodor Wåhlin[6]
- Carlqvistska villan, Saxo 3, Sölvegatan 6, ursprungligen ett bostadshus uppfört 1902 för professor Jacques Borelius, benämnd efter Gunnar Carlquist[7]
- Absalon 5, Sölvegatan 7, ursprungligen från 1885–1886 för professor Aron Alexanderson, ombyggt 1934[8]
- Kvarteret Saxo 1, Sölvegatan 8, uppfört 1886 för skomakaremästare H.J. Ekberg, ritat av Henrik Sjöström
- Absalon 4, Sölvegatan 9, Absalon 4, uppfört 1888 för byggmästaren Jöns Granat[9]
- LUX – Humanist- och teologcentrum, Helgonavägen 3
- Geocentrum, Sölvegatan 10
- Absalon 3, Sölvegatan 11, uppfört 1888–1889 för byggmästaren Jöns Granat[10]
- Geologiska-mineralogiska och Geografiska institutionerna, Sölvegatan 13[11]
- Fysiska institutionen vid Lunds universitet, Fysicum, Sölvegatan 14-16
- Matematikcentrum, Sölvegatan 18
- Biomedicinskt centrum, Sölvegatan 19
- A-huset, Arkitektskolan LTH, Sölvegatan 24, invigt 1965, ritat av Klas Anshelm
- Rättsmedicinalverket, Sölvegatan 25
- Ingvar Kamprad Designcentrum, Sölvegatan 26, invigt 2002, ritat av Gunilla Svensson
- Gamla vattentornet, Sölvegatan 27, invigt 1909, ritat av Alfred Arwidius
- Genetikhuset, Sölvegatan 29, invigt 1949, ritat av Klas Anshelm och Carl-Axel Stoltz
- Biologihuset, Sölvegatan 35, invigt 1962, ritat av Klas Anshelm
- Ekologihuset, Sölvegatan 37, invigt 1994, ritat av FOJAB Arkitekter AB
- Kemicentrum, Sölvegatan 39, invigt 1969, ritat av Klas Anshelm
- Ideon Gamma, Sölvegatan 41